# Sheffield (Illinois)
Sheffield és una població dels Estats Units a l'estat d'Illinois. Segons el cens del 2000 tenia 946 habitants.

## Demografia
Segons el cens del 2000, Sheffield tenia 946 habitants, 385 habitatges, i 269 famílies. La densitat de població era de 487 habitants/km².
Dels 385 habitatges en un 29,9% hi vivien nens de menys de 18 anys, en un 57,7% hi vivien parelles casades, en un 8,1% dones solteres, i en un 30,1% no eren unitats familiars. En el 26,8% dels habitatges hi vivien persones soles el 14,8% de les quals corresponia a persones de 65 anys o més que vivien soles. El nombre mitjà de persones vivint en cada habitatge era de 2,45 i el nombre mitjà de persones que vivien en cada família era de 2,93.
Per edats la població es repartia de la següent manera: un 24,5% tenia menys de 18 anys, un 6,4% entre 18 i 24, un 26% entre 25 i 44, un 20,9% de 45 a 60 i un 22,1% 65 anys o més.
L'edat mediana era de 40 anys. Per cada 100 dones de 18 o més anys hi havia 93,5 homes.
La renda mediana per habitatge era de 36.528 $ i la renda mediana per família de 42.273 $. Els homes tenien una renda mediana de 32.150 $ mentre que les dones 22.308 $. La renda per capita de la població era de 17.723 $. Aproximadament el 8,3% de les famílies i el 10,6% de la població estaven per davall del llindar de pobresa.

## Poblacions més properes
El següent diagrama mostra les poblacions més properes.